# نشان سنت جورج
نشان سنت جورج امروزه بالاترین نشان کاملاً نظامی فدراسیون روسیه است. در ۲۶ نوامبر ۱۷۶۹ به عنوان بالاترین نشان نظامی امپراتوری روسیه توسط ملکه کاترین بزرگ تأسیس شد. پس از انقلاب روسیه در سال ۱۹۱۷، این جنبش توسط نیروهای ضد کمونیستی جنبش سفید تحت الکساندر کولچاک تا فروپاشی آنها در سال ۱۹۲۱ اعطا شد. این دستور در ۸ اوت ۲۰۰۰ در فدراسیون روسیه احیا شد رئیس‌جمهور روسیه. معیارهای اعطای جایزه فعلی در ۷ سپتامبر ۲۰۱۰ با فرمان ریاست جمهوری ۱۰۹۹اصلاح شد.

## اساسنامه نشان سنت جورج

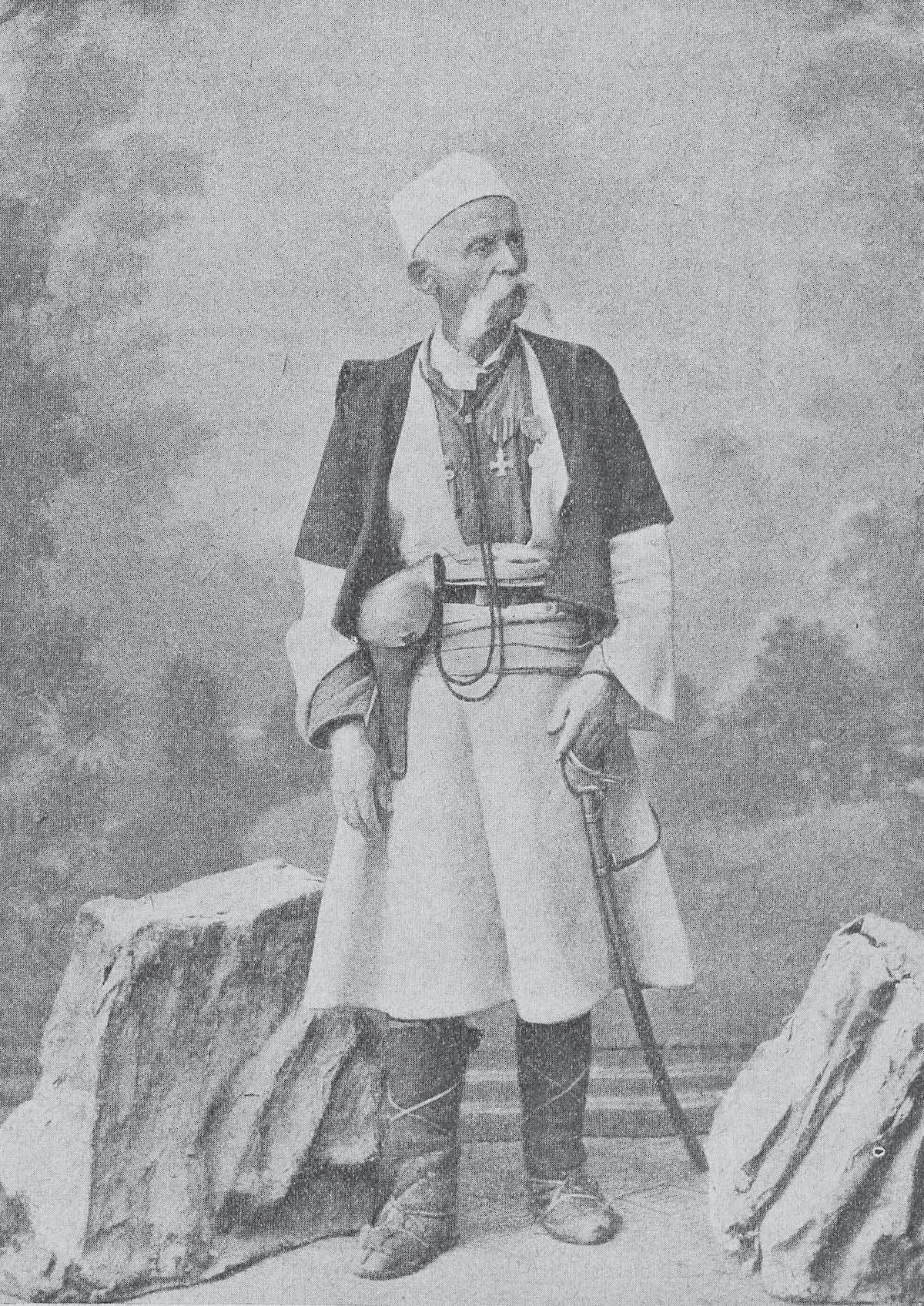
جورجی پولهسکی پوشیده از نشان سفارش سنت جورج، به خاطر بخشی از زحمات خود در جنگ روسیه و ترکیه (۷۸–۱۸۷۷)

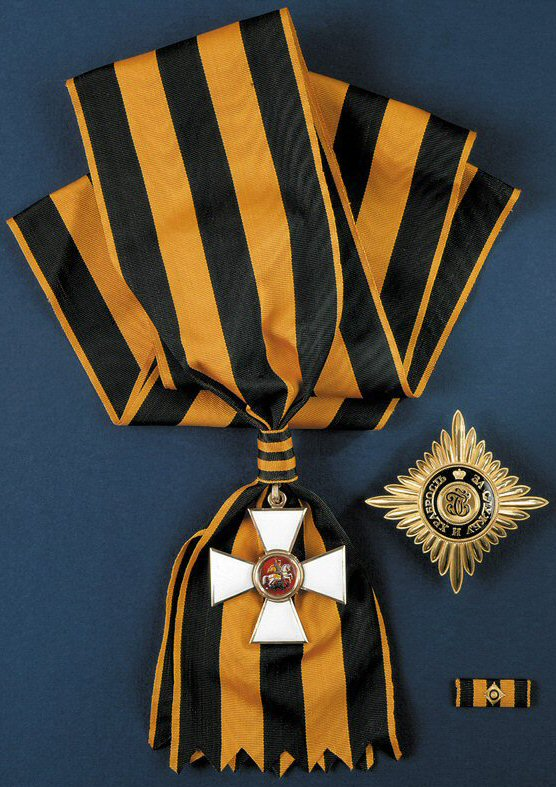
نشان سنت جورج، ستاره اول روی سینه و حمایل نظامی

نشان فعلی سنت جورج به منظور انجام عملیات نظامی برای محافظت از میهن در مقابل حمله یک دشمن خارجی که منجر به شکست کامل دشمن شد، به مقامات عالی‌رتبه و ارشد نظامی اعطا می‌شود، برای اجرای جنگ و سایر عملیات کشورها با هدف برقراری صلح و امنیت بین‌المللی، یا الگویی از علم نظامی با منازعاتی که نشان دهنده قدرت نظامی است، هستند. این دستور همچنین به مأمورانی اهدا می‌شود که قبلاً جوایز دولتی فدراسیون روسیه را به دلیل تمایز در جنگ اعطا می‌کردند.

## شرح
نشان سنت جورج به چهار طبقه تقسیم می‌شود، از کلاس اول تا کلاس چهارم. درجه بالاتر مرتبه اول است. چهار کلاس به صورت متوالی از چهارم تا اول اهدا می‌شوند. این چهار کلاس به‌طور جداگانه با اندازه و نحوه پوشیدن دو نشان اصلی سفارش، صلیب و ستاره مشخص می‌شوند.

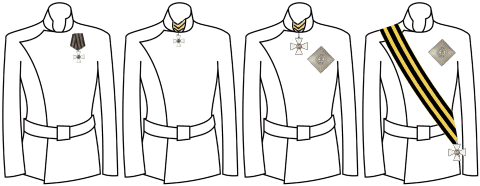
نمایش مناسب از نشان سنت جورج، کلاس چهارم در کلاس چپ و درجه یک در سمت راست

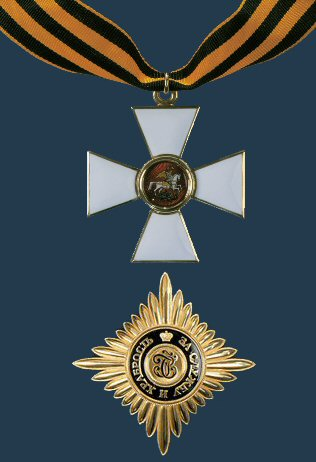
نشان سنت جورج، درجه دوم، نشان گردن و ستاره سینه

صلیب: یک صلیب مینا سفید رنگ با یک نشان مرکزی که تصویر سنت جورج را روی اسب سوار اژدها می‌کند. این صلیب در مورد کلاس اول سفارش ۶۰ میلی‌متر است و در رنگ‌های سنت جورج (نارنجی و سیاه) بر روی لکه پوشیده شده‌است. همان صلیب ۶۰ میلی‌متر در اطراف گردن روی نوار ۴۵ میلی‌متر عرض و همچنین در رنگ‌های سنت جورج برای کلاس دوم نشان پوشیده شده‌است. این صلیب برای کلاس سوم سفارش ۵۰ میلی‌متر است و همچنین در اطراف گردن پوشیده می‌شود اما از نوار ۲۴ میلی‌متر عرض در همان رنگها استفاده می‌شود. کلاس چهارم نشان یک صلیب ۴۰ میلی‌متری است که از سینه سمت چپ آویزان شده‌است از یک تخته پنج ضلعی پوشیده از روبان ۲۴ میلی‌متر از سنت جورج.
ستاره: یک ستاره طلا و نقره چهار نقره‌ای با یک نشان طلای مرکزی که دارای رمز «سنت جورج» است در بالای تاج قرار گرفته و توسط یک باند مینا سیاه رنگ احاطه شده‌است که شعار دستور «برای خدمت و شجاعت» است. این ستاره بر روی سینه چپ برای هر دو کلاس اول و درجه دوم پوشیده شده‌است.
نوار: نوار سفارش سنت جورج به رنگ نارنجی با سه نوار سیاه است که معمولاً به آن " نوار جورج " گفته می‌شود. این نماد آتش و باروت است: "رنگ‌های شکوه نظامی" روسیه، و همچنین تصور می‌شود که از رنگ‌های اصلی آغوش امپریالیستی روس (عقاب سیاه بر روی زمینه طلایی) گرفته شده‌است. متعاقباً با رنگ واحدهای ارتش روسیه همراه بود. برخلاف سایر کلاسها، دستور کلاس چهارم سنت جورج را می‌توان به افسران جوان اهدا کرد و مابقی آن برای افسران ارشد و پرچم است.
پیوند=

نوار روبان برای درجه نخست با ستاره طلایی تزئین شده‌است.

نوار درجه دوم با یک ستاره نقره ای کوچک تزئین شده‌است.

نوار درجه سوم سفارش با یک صلیب سفید تزئین شده‌است.

نوار درجه چهارم سفارش هیچ دستگاهی ندارد.

## گیرندگان (لیست جزئی)

### گیرندگان کلاس اول سفارش
- ارتشبد میدان امپراتوری روسیه میخائیل کوتوزوف
- ارتشبد میدان امپراتوری روسیه بارکلی د توللی

### گیرندگان کلاس دوم سفارش
- فرمانده ارتش نیکولای یگوروویچ ماکاروف[۹]
- سرهنگ تمتم الکساندر زلین
- فرمانده ارتش ولادیمیر بولدیرف
- فرمانده فرانسه فردیناند فوچ
- دوک اعظم نیکلاس نیکولاویچ از روسیه (۱۹۸۶–۱۸۹۶)
- فرمانده میدان امپراتوری روسیه میخائیل کوتوزوف
- فرمانده میدان امپراتوری روسیه بارکلی د توللی

### گیرندگان کلاس سوم سفارش
- پادشاه لئوپولد اول بلژیک.
- دوک اعظم نیکلاس نیکولاویچ از روسیه (۱۹۸۶–۱۸۹۶)
- فرمانده میدان امپراتوری روسیه میخائیل کوتوزوف
- فرمانده میدان امپراتوری روسیه بارکلی د توللی

### گیرندگان کلاس چهارم سفارش
- نیکلای دوم روسیه
- سرهنگ لامبروس کاتسونیس، انقلابی قرن یونان
- سرهنگ سرگئی ماکاروف[۹]
- سپهبد ولادیمیر شامانوف
- ستوان سرهنگ آناتولی لبد
- سروان انگلیس آلبرت بال، خلبان جنگنده اول جنگ جهانی
- خبرنگار جنگ هلند، لوئیس گرودیج، جنگ جهانی اول، ارتش سفید، جنگ داخلی روسیه
- سرلشکر کارل گوستاف امیل منرهایم، امپریال روسیه،
- فرمانده پیوتر نیکلایویچ وانگل، امپراتوری روسیه، جنگ جهانی اول، ارتش سفید، جنگ داخلی روسیه
- سرتیپ جان الکساندر سینتون، ارتش هند،
- فرمانده فرانتس جوزف، امپراتور اتریش و پادشاه مجارستان
- سرلشکر هرمان کریستوف گمپر، فرمانده سواره نظام روسی امپریال در جنگ میهنی ۱۸۱۲
- آفریکان اسپیر (نبرد ملکوف، ۱۸۵۵)
- بارون رومان فون اونجرن-استرنبرگ
- فرمانده میدان امپراتوری روسیه میخائیل کوتوزوف
- فرمانده میدان امپراتوری روسیه بارکلی د توللی
- ایلیا پلامناک، اشراف مونته‌نگرو و فرمانده نظامی
- بوگدان زیمونجیچ، کشیش ارتدکس
- رابرت کوگ، سرباز ایرلند شمالی
- آناتولی پپلیایف، فرمانده روسیه سفید